# NGC 31
NGC 31 je galaksija u zviježđu Feniks.

## Vanjske poveznice
- SEDS: NGC 0031